# Meriania vilcabambensis
Meriania vilcabambensis är en tvåhjärtbladig växtart som beskrevs av John Julius Wurdack. Meriania vilcabambensis ingår i släktet Meriania och familjen Melastomataceae.
Artens utbredningsområde är Peru. Inga underarter finns listade i Catalogue of Life.